# Осока Отрубы
Осо́ка О́трубы, или Осо́ка сжа́тая (лат. Cárex cuprína, Carex otrúbae) — многолетнее травянистое растение вид рода Осока (Carex) семейства Осоковые (Cyperaceae).

## Ботаническое описание

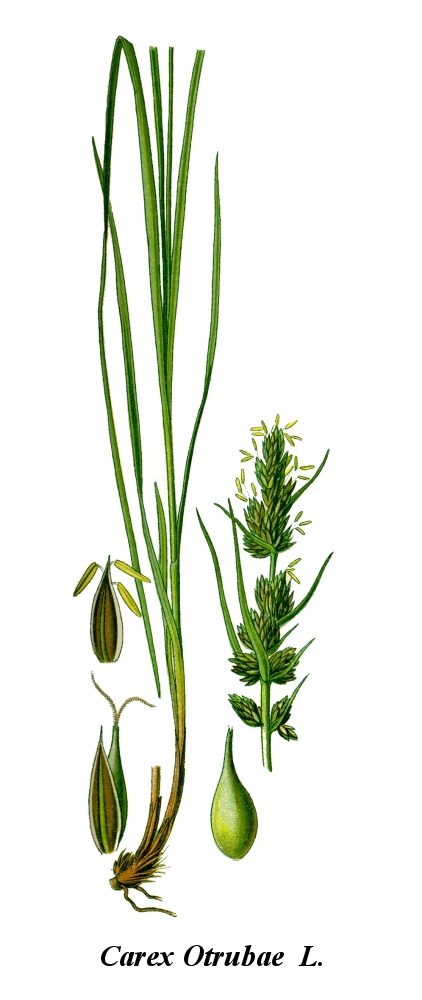

Серо-зелёное растение без ползучих корневищ, образующее дерновины.
Стебли утолщённые, шероховатые, 50—70 см высотой, при основании со светло-бурыми или чёрными, цельными, реже волокнисто расщеплёнными влагалищами.
Листья 3—5 мм шириной, короче стебля. Перепончатая сторона листовых влагалищ пурпурно-точечная или поперечно-морщинистая.
Колоски андрогинные, нижние иногда пестичные, яйцевидные, до 1 см длиной, многочисленные, многоцветковые, скученные по нескольку на укороченных веточках, образующих крупное, очень густое колосовидно-метельчатое (редко головчатое) бледно- или жёлто-зелёное соцветие в 3—4 см длиной. Кроющие чешуи яйцевидные, бледно-ржавые или беловатые, с зелёным килем и с зелёной, сильно шероховатой остью, короче мешочков. Мешочки плоско-выпуклые, яйцевидные или широкояйцевидные, в основании заметно расширенные, (3,5)4—(4,5)5 мм длиной, 2—2,6 мм шириной, перепончатые, глянцевитые, без бугорков, зрелые зеленовато-жёлтые или слегка буроватые, у основания широко-округлые, с выраженными с обеих сторон тонкими жилками, слегка отклонённые от оси колоска, внизу с губчатыми стенками, постепенно переходящие в несколько конический, по краю пильчатый, едва или явственно двузубчатый носик, спереди и сзади одинаково расщеплённый. Кроющие листья чешуевидные, нижние иногда с удлинёнными щетиновидными верхушками или узколинейные.
Плод полность заполняет мешочек. Плодоносит в апреле—июне.
Число хромосом 2n=58.
Вид описан из Чехии.

## Распространение
Северная (юг), Атлантическая, Центральная и Южная Европа; Прибалтика: острова Сааремаа и Хийумаа, центр и юг Латвии, Литва; Европейская часть России: Брянская, Калининградская, Липецкая, Белгородская и Воронежская области, дельта Волги; Украина: Карпаты, средняя часть бассейна Днепра, Причерноморье, Крым; Кавказ: все районы, в Южном Закавказье Араратская долина, Нахичеванская Республика; Восточная Сибирь: окрестности Минусинска; Средняя Азия: Копетдаг, бассейн Сыр-Дарьи, Северный и Западный Тянь-Шань, Западный Памиро-Алай; Западная Азия: Турция, Сирия, Иран, Ирак, Афганистан; Центральная Азия: Восточный Тянь-Шань; Северная Африка.
Растёт на болотистых и сырых, нередко солонцеватых местах, по берегам рек, окраинам канав, иногда в кустарниках и сырых лесах.